# Zaharia Pană
Zaharia Pană (cunoscut și sub numele de Zahu Pană, n. 21 august 1921, Gorna Belica, Macedonia de Nord – d. 1 martie 2001, New York, SUA) a fost un poet, scriitor și publicist de origine aromână. S-a născut la 20 august 1921 în satul Beala de Sus, fosta Macedonie iugoslavă. Tatăl său, Vasile Pană, a luptat ca voluntar în primul Război Mondial. În 1925, familia sa a fost colonizată în Cadrilater, comuna Cocina, județul Durostor. Aici, Zaharia a urmat școala primară și apoi școala comercială din Silistra. La 14 ani debutează în revista liceului Lumina, cu poezia Vijelie. După moartea prematură a tatălui său în 1935 și cedarea Cadrilaterului în 1940, se mută la București alături de ceilalți membri ai familiei sale, continuându-și studiile în capitală. Simpatizant al mișcării naționaliste care cuprinsese țara, este arestat prima oară în 1941, condamnat la 8 ani de închisoare și trimis la Aiud. Tot în 1941, este trimis împreună cu un grup de studenți aflați în detenție pentru a lupta pe frontul de răsărit. După terminarea luptelor este luat prizonier de trupele sovietice, dar reușește să fugă și să ajungă în țară, unde își termină studiile liceale și absolvă Academia Comercială din București. În anul 1958 este arestat din nou de regimul comunist și trimis la Aiud însă este eliberat în 1964 în urma Decretului de Grațiere.
În anul următor, 1965, s-a căsătorit cu Marica Caramihai, reușind să emigreze în Statele Unite cu ajutorul unei rude a soției sale, stabilindu-se la New York, unde a fost ales președinte al Asociației Foștilor Deținuți Politici. Zaharia Pană a desfășurat o intensă activitate jurnalistică la câteva publicații de limba română. În 1982 publică la Editura „Cuvântul Românesc” lucrarea „Poezii din închisori”, o culegere antologică din opera lirică a peste 50 de poeți cunoscuți și anonimi, iar în 1989, cartea lui de poezii originale, „Cu acul pe săpun”. A murit la 11 martie 2001 în New York.